# Boys (Charli XCX)
Boys è un singolo della cantante inglese Charli XCX, pubblicato il 26 luglio 2017 da Asylum Records.

## Tracce
Download digitale
1. Boys – 2:42 (Jerker Hansson, Cass Lowe, Emily Warren, Ingrid Andress, Michael Pollack, Ari Leff)

## Video musicale
Il videoclip del brano vede la partecipazione di una serie di celebrità per numerosi cameo; tra queste vi sono Theo Hutchcraft, Cameron Dallas, Joe Jonas, Brendon Urie, Jack Antonoff, Diplo, Mark Ronson, Mac DeMarco, Riz Ahmed, Ty Dolla $ign, Sage the Gemini, Jay Park, Ezra Koenig, Rostam Batmanglij, Charlie Puth, Oliver Sykes, Tristan Evans, James McVey, Takahiro Moriuchi, Chromeo, Aminé, Denzel Curry, Flume, will.i.am, Tinie Tempah, Tom Daley, Connor Franta e altre.